# Посёлок имени Ленина (Владимирская область)
Посёлок имени Ленина — населённый пункт в Александровском районе Владимирской области России. Входит в состав Следневского сельского поселения.

## География
Посёлок расположен в 16 км на юго-запад от центра поселения деревни Следнево, в 23 км на запад  Александрова, железнодорожная станция Арсаки на линии Александров — Сергиев Посад. 

## История
Посёлок входил в состав Арсаковского сельсовета Александровского района. С 2005 года посёлок входит в состав Следневского сельского поселения.

## Население
| 2002 | 2010 | 2021 |
| ---- | ---- | ---- |
| 103  | ↘97  | ↗877 |

## Инфраструктура
В посёлке расположена Арсаковская основная общеобразовательная школа № 31 (открыта в 1968 году).